# Tortipouss et ses évolutions
Tortipouss, Boskara et Torterra sont des Pokémon de type plante.

### Conception graphique

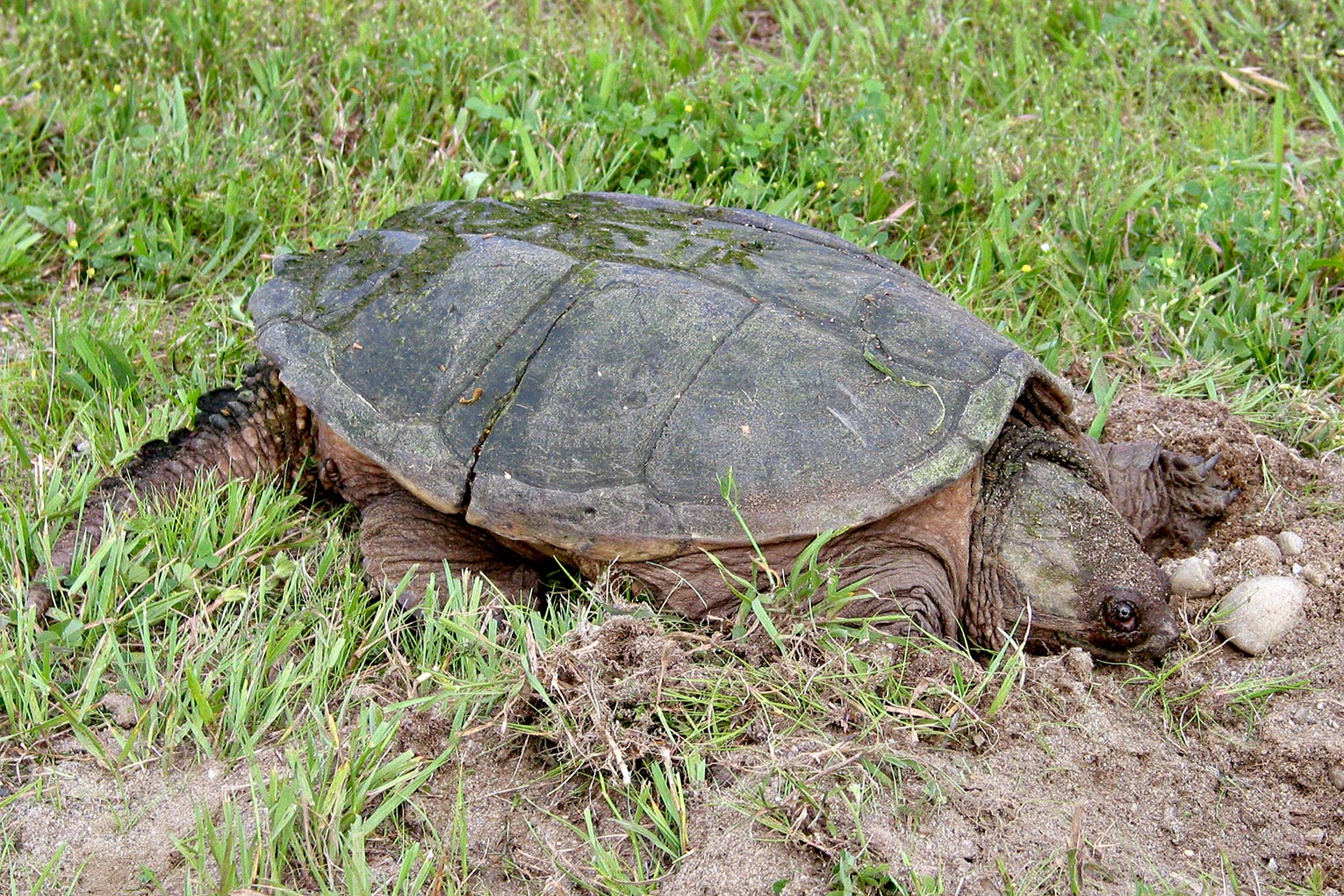
La tortue serpentine a pu servir de modèle pour Torterra.

## Description

### Tortipouss
Tortipouss appelé Turtwig en anglais est le premier Pokémon du Pokédex de quatrième génération. Il ressemble à une tortue terrestre tandis que Carapuce ressemble davantage à une tortue marine. Il évolue en Boskara au niveau 18.

### Boskara
Boskara appelé Grotle en anglais évolue en Torterra à partir du niveau 32.

## Apparitions

### Jeux vidéo
Tortipouss, Boskara et Torterra apparaissent dans série de jeux vidéo Pokémon. D'abord en japonais, puis traduits en plusieurs autres langues, ces jeux ont été vendus à plus de 200 millions d'exemplaires à travers le monde.

### Série télévisée et films
La série télévisée Pokémon ainsi que les films sont des aventures séparées de la plupart des autres versions de Pokémon et mettent en scène Sacha en tant que personnage principal. Sacha et ses compagnons voyagent à travers le monde Pokémon en combattant d'autres dresseurs Pokémon.